# Patto di non aggressione tedesco-lettone

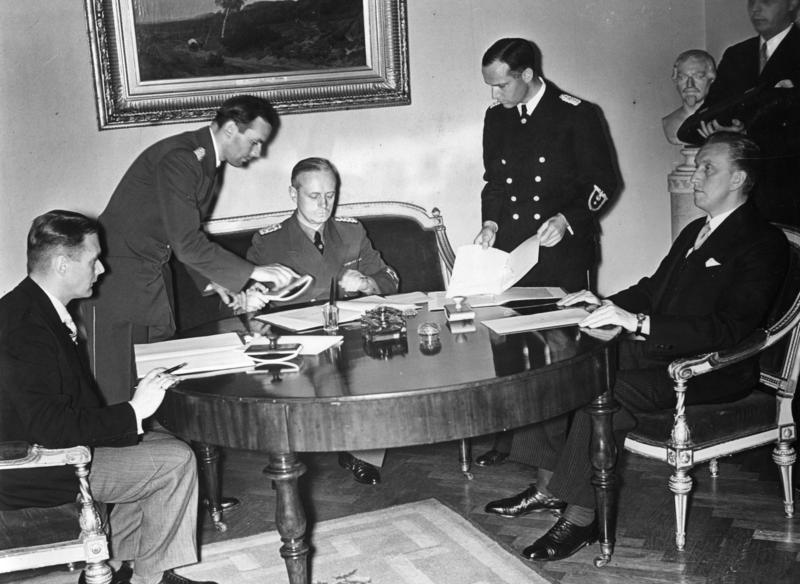
Firma del patto di non aggressione tedesco-lettone e tedesco-estone. A partire da sinistra: Vilhelms Munters, Ministro degli Affari Esteri lettone; Joachim von Ribbentrop, controparte tedesca; Karl Selter, controparte estone

Il patto di non aggressione tra Germania nazista e Lettonia era un accordo bilaterale firmato tra i due Paesi a Berlino il 7 giugno 1939. 

## Contesto storico e trattative
Preso atto dell'avanzata tedesca verso est, il governo sovietico chiese una garanzia anglo-francese dell'indipendenza degli Stati baltici nel corso di negoziati per un'alleanza con le potenze occidentali. I governi lettone ed estone, sempre diffidenti sulle intenzioni di Mosca, decisero di stipulare un patto di non aggressione reciproca con la Germania. Firmato in contemporanea al patti di non aggressione tedesco-estone, le controparti firmatarie furono il ministro degli esteri lettone Vilhelms Munters e il corrispondente tedesco Joachim von Ribbentrop. Il giorno successivo Adolf Hitler ricevette i delegati estoni e lettoni e nel corso di queste interviste sottolineò la sua intenzione di preservare e rafforzare i collegamenti commerciali tra la Germania e gli Stati baltici. Le ratifiche del patto tedesco-lettone furono scambiate a Berlino il 24 luglio 1939 e il trattato entrò in vigore lo stesso giorno, venendo registrato nell'elenco dei trattati della Società delle Nazioni il 24 agosto 1939. Il periodo di vigenza previsto per il patto era decennale.
Scopo dei patti era impedire impedire ad altre potenze occidentali o sovietiche di ottenere influenza negli Stati baltici circondando così la Germania; il patto di non aggressione con la Lituania fu concluso a marzo, dopo l'ultimatum tedesco del 1939 alla Lituania sulla regione di Klaipėda. Le tre nazioni avrebbero dovuto fungere da barriera contro qualsiasi intervento sovietico in un eventuale conflitto tra teutonici e polacchi.
La Germania nazista si dichiarò disponibile a firmare patti di non aggressione con Estonia, Lettonia, Danimarca, Finlandia, Norvegia e Svezia il 28 aprile 1939. Questi ultimi tre stati respinsero la proposta. Le prime bozze vennero preparate la prima settimana di maggio, ma il termine per la firma dei trattati slittò due volte a causa delle richieste di chiarimenti sui termini dell'atto da parte della Lettonia.